# Jakub Kisiel
Jakub Kisiel (Wyszków, Polonia, 5 de febrero de 2003) es un futbolista polaco que juega de centrocampista en el Elana Toruń de la III Liga de Polonia.

## Carrera
Oriundo de Pułtusk, Jakub Kisiel pasó por las filas del Polonia Varsovia antes de unirse a la academia del Legia de Varsovia en febrero de 2020. Su llegada fue recibida con hostilidad por parte de algunos fanáticos del Legia, quienes exhibieron una pancarta en el estadio del Ejército Polaco donde lo acusaban de "traidor". El centrocampista logró convencer a la afición mediante sus buenas actuaciones en la cantera del club, siendo ascendido al primer equipo por el entrenador Czesław Michniewicz. Kisiel debutó profesionalmente el 6 de febrero de 2021 durante la victoria en casa por 2-0 contra el Raków Częstochowa, en la jornada 16 de liga. El 19 de abril de 2021 amplió su contrato con la entidad varsoviana hasta junio de 2025. En mayo de 2021 fue convocado para la selección de fútbol sub-19 de Polonia junto a su compañero de equipo Szymon Włodarczyk. Durante la ventana de transferencias del mercado de invierno, Kisiel fue cedido al Stomil Olsztyn de la segunda división polaca, permaneciendo en el club masuriano hasta final de temporada. El 12 de julio de 2023 fue nuevamente cedido, esta vez al Podbeskidzie Bielsko-Biała, hasta junio de 2024. El 10 de julio de 2025 se desvinculó del Legia y fichó por el Elana Toruń de la III Liga de Polonia.

## Palmarés
Legia de Varsovia
- Ekstraklasa (1): 2020/21.[15]